# Mikea nationalpark
Mikea nationalpark är en nationalpark i Madagaskar. Den ligger i den sydvästra delen av landet, 600 km sydväst om huvudstaden Antananarivo. Mikea nationalpark ligger 41 meter över havet.